# Компаніївський район
Компані́ївський райо́н — колишній район у Кіровоградській області. Районний центр: Компаніївка. Адміністративний центр — смт Компаніївка. Населення становить 14 948 осіб (на 1 січня 2019 року). Утворено район у 1965 році. Загальна площа району становить 967 км², в тому числі сільськогосподарські угіддя — 86,4 тис. га.

## Географія

### Розташування
Компаніївський район розташований у південній степовій частині Кіровоградської області, територія району межує: з північної сторони — з Кропивницьким районом, зі сходу — з Новгородківським і Долинським районами, з південної — з Бобринецьким районом та із заходу — з Новоукраїнським районом.

### Фізична географія
Територія району розташована у степовій зоні, ландшафт — хвиляста рівнина, в західній частині — відроги Придніпровської височини. Найбільші річки — Інгул, Сугоклія, Сугоклія-Комишувата, Саваклій. Ґрунти головним чином чорноземні, основні корисні копалини — глина, пісок, будівельний камінь. У гранітних виходах біля с. Лозуватки геологи і аматори знаходять граніти. Місцевий степ — різнотравно-типчаково-ковиловий, серед дерев поширені ясени та в'язи, чагарники утворюються шипшиною, тереном, крушиною та кизильником.

### Заповідні об'єкти
Район має 8 природно-заповідних об'єктів: Долинівсько-Покровський ландшафтний заказник (села Долинівка та Покровка), загальнозоологічний заказник Гнила балка, ботанічні пам'ятки природи — Тернова Балка (с. Зелене) і Травневський велетень, геологічна пам'ятка природи — Інгульська жила (с. Інженерівка), заповідні урочища — Кам'яна Балка (с. Зелене), Кіліповське, Розлитий камінь (с. Софіївка). Урочище Розлитий Камінь — єдине місце в області, де росте тюльпан гранітний — рідкісна квітка, яка занесена до Червоної книги України. У Долинівсько-Покровській балці відмічений дуже рідкісний птах — орел-змієїд, також занесений до Червоної книги України.

## Історія
Перші поселення на території району датуються періодом неоліту.
1898 році поміщик Бракер будує на правому березі річки Сугоклія-Комишувата паперову фабрику, яка із соломи та очерету виробляла папір. Утворено Компаніївський район 8 березня 1923 року.

## Адміністративний устрій
Район адміністративно-територіально поділяэться на 1 селищну раду та 16 сільських рад, які об'єднують 50 населених пунктів та підпорядковані Компаніївській районній раді. Адміністративний центр — смт Компаніївка.
Село Нижня Водяна виключене з облікових даних 25 вересня 2009 року.
Населення району станом на 1 березня 2006 року становила 16,7 тис. осіб.

## Економіка
Район сільськогосподарський. Територія району становить 96,7 тис. га, в тому числі сільськогосподарських угідь 86,2 тис.га, з яких і рілля 73,2 тис. га.
Кількість агроформувань, що діють на території району, становить 24.
Кількість фермерських господарств — 125.
У 2006 році виробництво валової продукції по всіх категоріях господарств району склало 104686 тис. грн. (102,3 % до 2005 року) в тому числі рослинництво — 80084 тис. грн.(104,5 % до 2005 року), тваринництво 24602 тис. грн. (95,8 % до 2005 року)
Збирання зернових культур проводилось на площі 38,5 тис. га (107 % до 2005 року), при середній врожайності 25,6 ц/га, валовий збір становив 98,7 тис. тонн (116 % до 2005 року) .
Соняшник вирощувався на площі 15,4 тис. га, середня врожайність склала 14,5 ц/га, валовий збір становив 22,4 тис. тонн.
Цукрові буряки вирощувались на площі 1,1 тис. га, середня врожайність склала 202 ц /га, валовий збір становив 22,2 тис. тонн.
За 2006 рік всіма категоріями господарств району вироблено 14,9 тис. тонн молока, 2,7 тис. тонн м'яса та 8535 тис. шт. яєць. Доведені завдання з виробництва продукції тваринництва виконані по молоку на 118 %, м'ясу — 111 %, яєць на 104,7 %, Але в порівнянні з відповідним періодом минулого року виробництво молока збільшилось на 2,6 тис. тонн, м'яса зменшилось на 379 тонн, яєць зменшилось на 265 тис. шт.
Сільськогосподарськими підприємствами за звітний рік вироблено: м'яса — 853 тонни, молока — 1970 тонн, яєць — 110 тис. шт. У порівнянні з минулим роком виробництво молока зменшилось на 70 тонн, яєць на 75 тис. шт.
Станом на 01.01.2007 року по всіх категоріях господарств налічується:
- ВРХ — 6366 гол, у тому числі по с/г підприємствах — 2585 гол; (96 % та 102,1 % до 1.01.2006 р.)
  - в тому числі корів — 3232 гол, у тому числі по с/г підприємствах — 633 гол; (90 % та 105,5 % до 1.01.2006 р.)
- Свиней — 12951 гол, у тому числі по с/г підприємствах — 8965 гол; (97,5 % та 126,6 % до 1.01.2006 р.)
- Овець та кіз — 774 гол, у тому числі по с/г підприємствах — 115 гол; (74,8 % та 107,5 % до 1.01.2006 р.)
- Птиці — 88858 гол, у тому числі по с/г підприємствах — 5647 гол; (81,8 % та 89,6 % до 1.01.2006 р.)

Упродовж 2006 року сільськогосподарські товаровиробники району отримали 33181,1 тис. грн. коштів державного бюджету для підтримки галузей рослинництва та тваринництва.
Переробними цехами сільськогосподарських підприємств району вироблено 475 тонни борошна (в порівнянні з 2005 роком на 15,6 % менше), 34 — м'яса (в порівнянні з 2005 роком на 24,4 % менше), 89 — олії (в порівнянні з 2005 роком на 11,0 % менше), круп — 12 (9 % до рівня 2005 роком), 70 — хліба (в порівнянні з 2005 роком на 25 % більше), та 824 — кормо сумішей (в порівнянні з 2005 роком на 4,0 % більше). Всього промислової продукції випущено на 1201 тис.грн. (в порівнянні з 2005 роком на 13,5 % менше).
Під урожай 2007 року господарствами району усіх форм власності посіяно 16,970 тис. га озимих культур, із них 16,8 тис. га — на зерно, крім того 500 га озимого ріпаку. Із загальної кількості посівних площ озимих культур 15,2 тис. га знаходяться в доброму стані та 1,8 тис. га — в задовільному.
За 2006 рік загальні надходження до бюджетів усіх рівнів склали 6110,8 тис. грн., що становить 97,5 % до завдання та 110,2 % до 2005 року (або на 565 тис. грн. більше)
У тому числі до державного бюджету фактично надійшло 467,5 тис. грн. при завданні 507,6 тис. грн. тобто завдання виконано на 92,1 %, в порівнянні з минулим роком становить 92,6 % (або на 37,5 тис. грн. менше).
До місцевого бюджету надійшло 5643,3 тис. грн. Виконання становить 98,0 %, порівняно з минулим роком на 602,5 тис. грн. більше, тобто на 12,0 %.
Зростання платоспроможного попиту населення сприяло збільшенню обсягів роздрібного товарообороту на 21,5 % у порівнянні з 2005 роком, або 3115 тис.грн. Загальний обсяг роздрібного товарообігу по району за 2006 рік становив 13130,4 тис. грн. Товарооборот на 1 особу 65,52 грн., що більше в порівнянні з 2005 роком на 34 %.
Постійно проводиться моніторинг цін на основні продукти харчування та світлі нафтопродукти.
За рік відкрито 9 магазинів, з яких 6 непродовольчих, 2 продовольчі, 1 — змішані. Із них 2 відкриті в селах району. Проводились реконструкції закладів торгівлі.
Обсяг вироблених послуг за 2006 рік становив 796,5 тис. грн., що на 23,1 % більше рівня 2005 року, в тому числі оплачено населення 126,4 тис. грн., що на 33,2 тис. грн. більше ніж у 2005 році.
Послугами страхової системи на випадок безробіття користується значна частина громадян, які не мають роботи, шукають її, а також ті громадяни, які бажають змінити роботу. Так, чисельність громадян, які звертаються до районного центру зайнятості, постійно збільшується. Якщо в 2005 році до районного центру зайнятості звернулось 411 громадян, то в 2006—485, що на 18,0 % більше. Якщо протягом 2004 року за сприяння районного центру зайнятості працевлаштовано 134 громадянина, в 2005 — 148 то в 2006 — 154.
За останні два роки за сприяння центру зайнятості 20 безробітних громадян започаткували власну справу (щорічно — по 10 чол.), в 2006 році 9 безробітних громадян працевлаштовано на нові робочі місця, створені за рахунок дотацій з Фонду загальнообов'язкового державного соціального страхування на випадок безробіття (в 2005 році — 8).
За 2006 рік Компаніївським районним дорожнім державним підприємством виконано ремонтно-будівельних робіт на суму 2060,5 тис.грн., що на 19,8 % більше рівня 2005 року.
В тому числі:
- реконструкції на автодорогах Кропивницький — Миколаїв на суму 121,4 тис.грн.
- капітального полегшеного ремонту на комунальних дорогах на суму 245,5 тис.грн.
- поточного ремонту місцевих доріг на 1059,3 тис.грн., що в 6 разів більше рівня 2005 року.
- на експлуатаційне утримання освоєно 568,7 тис.грн., що на 88,7 % більше рівня 2005 року.

Здійснено капітальний ремонт доріг в с. Компаніївка, Роздолля, Мар'ївка, Губівка та Червона Слобода на суму 380 тис.грн.
за прямими договорами виконано робіт на 65,6 тис.грн. що на 4 % більше рівня 2005 року.
Середньооблікова чисельність штатних працівників за 2006 рік склала 2657 чоловік, що становить 91,4 % до рівня 2005 року.
В тому числі в сільському господарстві — 1066 чоловік (85,4 % до 2005 року).
Фонд оплати праці штатних працівників за 2006 рік становить 18973,2 тис.грн., що на 21,1 % більше рівня 2005 року. В тому числі в сільському господарстві зростання відбулося на 11,1 %.
Середньомісячна заробітна плата штатного працівника по району склала 595,07 грн., що на 32,5 % більше рівня 2005 року. В тому числі в сільському господарстві вона склала 438,85 грн. (ріст становив 30 %), в торгівлі — 475,69 грн. (ріст становив 38,6 %), в освіті — 673,01 грн. (ріст на 23,0 %), в охороні здоров'я та соціальній допомозі — 635,10 грн. (ріст 28,9 %). Найвищий рівень середньомісячної заробітної плати в будівництві — 1094,6 грн., державне управління — 994,53 грн., освіта, охорона здоров'я.

## Транспорт
Територію району перетинає автодорога державного значення Олександрівка — Кропивницький — Миколаїв.

## Населення
Розподіл населення за віком та статтю (2001)
| Стать | Всього | До 15 років | 15-24 | 25-44 | 45-64 | 65-85 | Понад 85 |
| --- | ------ | ----------- | ----- | ----- | ----- | ----- | -------- |
| Чоловіки | 8522   | 1974        | 1189  | 2460  | 2060  | 812   | 27       |
| Жінки | 9640   | 1773        | 1098  | 2436  | 2386  | 1778  | 169      |
| \| Статево-вікова піраміда \| Статево-вікова піраміда \| Статево-вікова піраміда \| \| ----------------------- \| ----------------------- \| ----------------------- \| \| Чоловіки \| Вік \| Жінки \| \| 27 \| 85 + \| 169 \| \| 51 \| 80-84 \| 201 \| \| 176 \| 75-79 \| 527 \| \| 308 \| 70-74 \| 627 \| \| 277 \| 65-69 \| 423 \| \| 658 \| 60-64 \| 789 \| \| 350 \| 55-59 \| 455 \| \| 524 \| 50-54 \| 588 \| \| 528 \| 45-49 \| 554 \| \| 625 \| 40-44 \| 602 \| \| 658 \| 35-39 \| 572 \| \| 608 \| 30-34 \| 677 \| \| 569 \| 25-29 \| 585 \| \| 538 \| 20-24 \| 500 \| \| 651 \| 15-20 \| 598 \| \| 776 \| 10-14 \| 720 \| \| 672 \| 5-9 \| 595 \| \| 526 \| 0-4 \| 458 \| |        |             |       |       |       |       |          |
| Статево-вікова піраміда |        |             |       |       |       |       |          |
| Чоловіки | Вік    | Жінки       |       |       |       |       |          |
| 27 | 85 +   | 169         |       |       |       |       |          |
| 51 | 80-84  | 201         |       |       |       |       |          |
| 176 | 75-79  | 527         |       |       |       |       |          |
| 308 | 70-74  | 627         |       |       |       |       |          |
| 277 | 65-69  | 423         |       |       |       |       |          |
| 658 | 60-64  | 789         |       |       |       |       |          |
| 350 | 55-59  | 455         |       |       |       |       |          |
| 524 | 50-54  | 588         |       |       |       |       |          |
| 528 | 45-49  | 554         |       |       |       |       |          |
| 625 | 40-44  | 602         |       |       |       |       |          |
| 658 | 35-39  | 572         |       |       |       |       |          |
| 608 | 30-34  | 677         |       |       |       |       |          |
| 569 | 25-29  | 585         |       |       |       |       |          |
| 538 | 20-24  | 500         |       |       |       |       |          |
| 651 | 15-20  | 598         |       |       |       |       |          |
| 776 | 10-14  | 720         |       |       |       |       |          |
| 672 | 5-9    | 595         |       |       |       |       |          |
| 526 | 0-4    | 458         |       |       |       |       |          |

## Політика
25 травня 2014 року відбулися Президентські вибори України. У межах Компаніївського району було створено 26 виборчих дільниць. Явка на виборах складала — 59,97 % (проголосували 7 206 із 12 017 виборців). Найбільшу кількість голосів отримав Петро Порошенко — 46,81 % (3 373 виборців); Юлія Тимошенко — 19,66 % (1 417 виборців), Олег Ляшко — 12,74 % (918 виборців), Анатолій Гриценко — 6,11 % (440 виборців), Сергій Тігіпко — 3,89 % (280 виборців). Решта кандидатів набрали меншу кількість голосів. Кількість недійсних або зіпсованих бюлетенів — 1,12 %.

## Визначні місця
У Компаніївському районі Кіровоградської області на обліку перебуває 37 пам'яток історії.
У Компаніївському районі Кіровоградської області на обліку перебуває 7 пам'яток архітектури.
- Меморіальний музей Ю. І. Яновського (с. Нечаївка)
- Музей В.Близнеця (с. Першотравенка)
- Музей пролетрарського поета Дем'яна Бєдного (с. Губівка)
- Археологічна пам'ятка «Алея менгірів Межові камені» (с. Нечаївка)
- Долинівсько-Покровський ландшафтний заказник (села Долинівка та Покровка)
- Ботанічна пам'ятка Тернова Балка (с. Зелене)
- Геологічна пам'ятка — Інгульська Жила (с. Інженерівка)
- Заповідне урочище Розлитий Камінь (с. Софіївка)
- Урочище Келеповське (с. Покровка)
- Урочище Перелосне (с. Нечаївка)

## Видатні люди
На благодатних степових Компаніївських землях зросли письменники Ю.Яновський, І.Микитенко, В.Близнець. Наша земля виплекала творчу родину Кононенків, а саме, відомого поета-пісняра Олексія Кононенка, поета Сергія Кононенка, художника Віктора Кононенка, який у 2003 році став лауреатом премії імені Івана Огієнка в номінації «Мистецтво».
На знак вшанування письменника — земляка Юрія Яновського на його батьківщині в селі Нечаївка та з нагоди 70-річчя від дня народження було відкрито літературно-меморіальний музей, де зберігається 379 експонатів, організовуються виставки, літературні вечори, проводяться екскурсії.
Компаніївщина знала визначного російського поета О. Пушкіна, бунтівних отаманів Н. Григор'єва та Н. Махна, генерал-хорунжого УНР Ю. Тютюнника.
При Першотравенській загальноосвітній школі І-ІІІ ступенів діє музей В. Близнеця.
Барахтій Віктор Іванович, 26.09.1938 року народження, має почесне звання «Заслужений працівник сільського господарства України».
З 1981 по 2002 рік працював головою правління колгоспу імені Дзержинського (з 2000 року — виробничий сільськогосподарський кооператив «Колос») Компаніївського району, Кіровоградської області.
Очолюване ним господарство стало одним з найкращих сільськогосподарських підприємств району та області, визнаним лідером у справі впровадження нових технологій та форм організації праці.
Завдяки високій культурі землеробства господарство визначене, як насінницьке. Спеціалізується на вирощуванні високоврожайних гібридів соняшника. Має високі здобутки і в тваринництві, спеціалізується на виробництві свинини.
Барахтій В. І. неодноразово обирався депутатом районної ради, користується заслуженим авторитетом серед жителів селища Компаніївки та району.
Грицаєнко Анатолій Прокопович, заслужений агроном України, орденоносець, займався селекціонуванням та вирощуванням сільськогосподарських культур.
Ковтунець Леонід Михайлович, заслужений працівник сільського господарства, неодноразово обирався депутатом до районної ради, користувався авторитетом та повагою серед односельців.
Судорженко Родіон Григорович, 26.05.1937 року народження. З 1960 року по 2000 рік працював бригадиром тракторної бригади колгоспу «Комуніст» Компаніївського району, Кіровоградської області.
За сумлінну і добросовісну працю нагороджений Орденом Леніна, Орденом Дружби народів, багатьма медалями, удостоєний почесного звання «Заслужений працівник сільського господарства України».
Хоменко Володимир Іванович, 25.08.1957 року народження, з 1976 року працює вчителем математики і інформатики Компаніївської ЗОШ І-ІІІ ступенів.
У 1998 році за вагомий внесок у розвиток національної освіти, впровадження сучасних методів навчання і виховання молоді присвоєне почесне звання «Заслужений вчитель України».
Лещенко Любов Василівна, 14.01.1955 року народження, з 1976 року працює вчителем історії і правознавства Компаніївської загальноосвітньої школи І-ІІІ ступенів.
У 1999 році за високий професіоналізм, вагомий внесок у розвиток національної освіти, впровадження сучасних методів навчання і виховання молоді Указом Президента України присвоєно почесне звання «Заслужений вчитель України».
Вернигора Володимир Порфирович, 21.10.1923 року народження, з 1960 по 1989 роки працював головою колгоспу «Комуніст» Компаніївського району.